# 25722 Evanmarshall
25722 Evanmarshall este un asteroid din centura principală de asteroizi.

## Descriere
25722 Evanmarshall este un asteroid din centura principală de asteroizi. A fost descoperit pe 7 ianuarie 2000 la Socorro, New Mexico, în cadrul proiectului LINEAR. Asteroidul prezintă o orbită caracterizată de o semiaxă mare de 2,36 ua, o excentricitate de 0,11 și o înclinație de 6,4° în raport cu ecliptica.